# The Genie
The Genie è il terzo album del cantante statunitense Rockwell pubblicato nel 1986.

## Tracce
1. That's Nasty
2. Carme
3. Baby on the Corner
4. Grow Up
5. Nervous Condition
6. Concentration
7. Man from Mars
8. Genie of Love